# 達雷爾·帕斯洛斯基
達雷爾·帕斯洛斯基（英語：Darrell Pasloski）是加拿大的一位政治家。他是現任育空地區的現任區長。他在2011年當選育空地區區長。他已經結婚並有四個孩子